# Vår beredskap är god

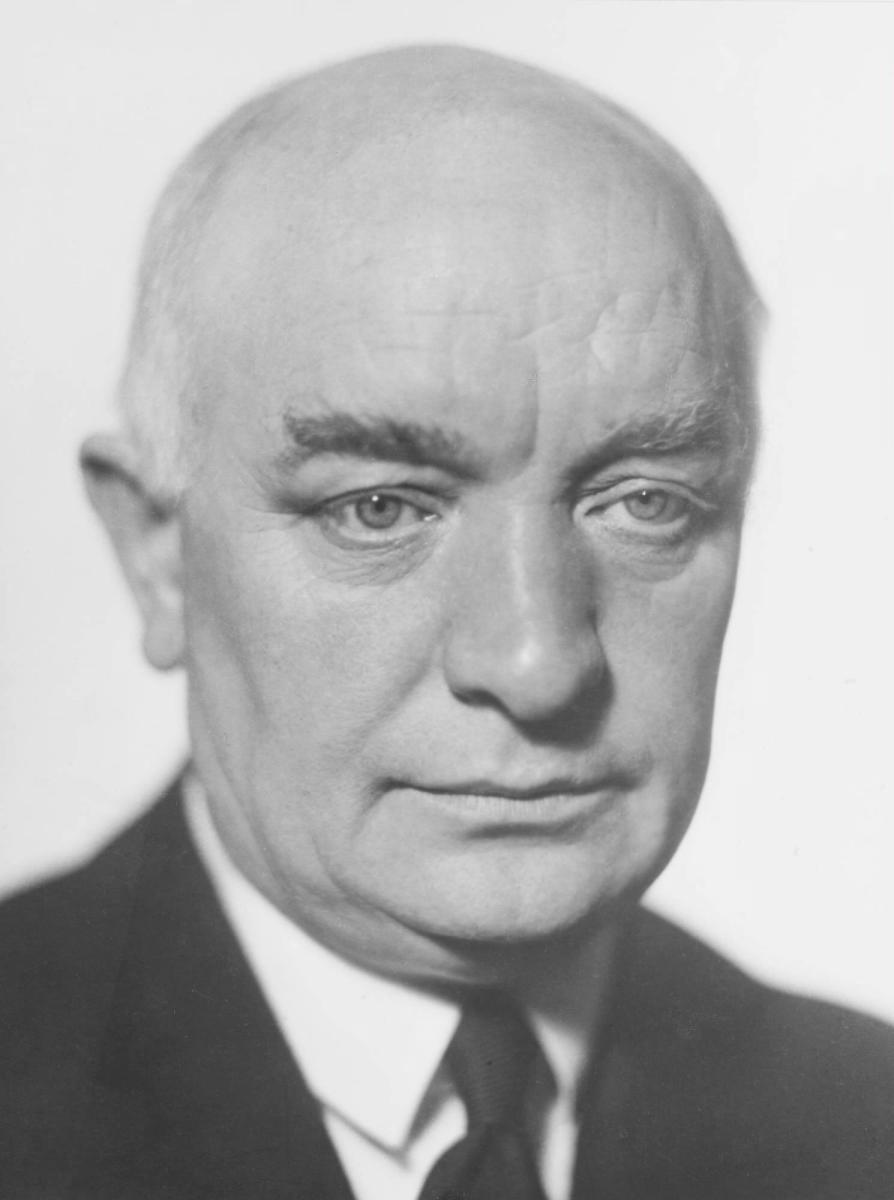
Per Albin Hansson.

Vår beredskap är god eller Per Albin Hanssons beredskapstal var ett berömt tal som hölls på Skansen i Stockholm den 27 augusti 1939 av Sveriges dåvarande statsminister Per Albin Hansson.

## Bakgrund
Åren 1938–1939 införlivades Österrike med Tyskland och Tjeckoslovakien delades mellan Tyskland, Polen och Ungern. Allt som västmakterna förmådde att göra för att stoppa den tyska expansionen var att protestera. Att västmakterna inte agerade kraftfullare berodde dels på att de till varje pris ville undvika ett nytt storkrig, dels på att Nationernas förbund inte fungerade som det var tänkt. Det berodde delvis på att USA, trots dåvarande presidenten Woodrow Wilsons önskan, aldrig gått med i organisationen utan bedrev en isolationistisk politik. Hitler uppfattade västmakternas brist på agerande som ett tecken på svaghet och fortsatte förberedelserna för krig.
När Hitler sommaren 1939 ställde krav på Polen var måttet rågat för Frankrike och Storbritannien och de förklarade att de skulle gå i krig mot Tyskland om landet anföll Polen. Hitler ville till varje pris undvika ett tvåfrontskrig och valde i detta läge att underteckna en icke-aggressionspakt med Sovjetunionen, Molotov-Ribbentroppakten, som även innehöll en hemlig del om uppdelning av Baltikum, Öst- och Centraleuropa. Fransmännen och britterna gav Polen garantier att militärt stödja landet om Tyskland skulle anfalla. Den 1 september 1939 invaderade Tyskland Polen och andra världskriget hade inletts. Två dagar senare, den 3 september, förklarade Storbritannien och Frankrike krig mot Tyskland. Europa hade återigen drabbats av ett storkrig som skulle bli mycket större och blodigare än första världskriget.

## Talet
Per Albin Hanssons beredskapstal hölls 27 augusti 1939 klockan 13.45 på Skansen i Stockholm:
| ”                   | Det är naturligt att allteftersom katastrofen synts rycka närmare, man med ökad ängslan frågat om de små nationernas möjligheter att hålla sig utanför. Jag förtröstar starkt på våra möjligheter i detta stycke. Vår egen vilja är samlad och beslutsam. Vi ha intet otalt med andra, vi känna icke någon vår fiende, ingen kan ha något reellt intresse av att driva oss ut ur neutraliteten. Men om branden bryter ut måste alla vara på sin vakt. Regeringen har vidtagit alla anstalter för vakthållning och skydd, som nu kan anses påkallade. Dessa komma att utvidgas och stärkas i den mån så befinnes nödvändigt. Vår beredskap är god. Detta gäller också ifråga om våra möjligheter att upprätthålla folkförsörjningen under de svårigheter och påfrestningar, under vilka de även utanför stående komma att ställas i händelse av ett stormaktskrig. Någon anledning till panik inför ett sådant läge finnes absolut icke. Vårt jordbruk har under de senaste åren alltmera hänvisats till hemmamarknaden. Det är bättre rustat än någonsin att på sitt område uppbära självförsörjningen. | „ |
| – Per Albin Hansson | |   |

## Sanningshalt
Det brukar påstås att Per Albin Hansson ljög när han påstod att beredskapen var god.

### Försvarsförmågan
Talets ord "vakthållning och skydd" syftade i första hand på den militära beredskapen. Men det var inte sant att beredskapen i Sverige var god. Efter 1930-talets nedrustning var landets försvar dessutom i stort behov av modernisering och andra förbättringar. Under intryck av de internationella kriserna under 1938 satte riksdagen av ett rätt stort belopp för att stärka försvaret, men effekterna var ännu blygsamma vid krigsutbrottet. Den svenska armén vid krigsutbrottet har kallats en illa utrustad och illa tränad sommararmé. Inte förrän på våren 1942 torde det svenska försvaret ha varit hyfsat stridsberett. Om den militära beredskapen inte var så god var försörjningsläget ganska bra. Det var också det sistnämnda  (proviant, bränsle etcetera) som Hansson hade syftat på i sitt uttalande.

### Folkförsörjningen
På senare tid har man förstått att Hanssons "Sveriges beredskap är god" inte syftade på den militära beredskapen utan istället avsåg livsmedelsförsörjningen. 
I den andra delen av talet fokuserar Hansson på Sveriges självförsörjning. Det var naturligt eftersom Sverige under det förra storkriget i Europa drabbades av hungersnöd och svält trots att man genom neutralitet kunde hålla sig utanför kriget. Det är därför rimligt att anta att även den förra delen av talet är baserat på erfarenheterna från första världskriget och Hansson antyder att Sverige även denna gång skulle välja neutralitet som medel att hålla sig utanför kriget. Den geopolitiska situationen hade förbättrats något sedan första världskriget eftersom Finland nu var en självständig nation och inte en del av stormakten Ryssland. Sverige låg fortfarande utanför konfliktområdets troliga centrum och risken att bli överkörd likt Belgien under första världskriget var 1939 obefintlig.
Genom det senaste decenniets halvt framtvungna, men efter hand även målmedvetna näringspolitik för att öka självförsörjningsgraden med kraftigt stöd åt olika slag av inhemsk produktion, med lagring av bland annat nödvändiga importvaror, mötte Sverige det andra världskriget med åtskilliga resurser, bättre förberett än 1914, något visare av erfarenheterna den gången och med större enighet.